# Purpura rhumatoïde
 Mise en garde médicale
Le purpura rhumatoïde, maladie de Henoch-Schönlein, ou vascularite à IgA est une vascularite (maladie inflammatoire des vaisseaux sanguins) que l'on rencontre préférentiellement chez l'enfant. L'atteinte des capillaires sanguins en fait une maladie systémique entraînant des anomalies de la peau, des reins, des articulations et du système digestif. Il faut bien distinguer le purpura rhumatoïde de l'enfant qui est une maladie plutôt fréquente, en général fugace, le plus souvent bénigne bien qu'invalidante la semaine de crise, du purpura rhumatoïde de l'adulte qui est quant à lui rare, peut durer plusieurs mois voire années, et dont les atteintes rénales, digestives, articulaires et cutanées sont beaucoup plus sévères.

Purpura.

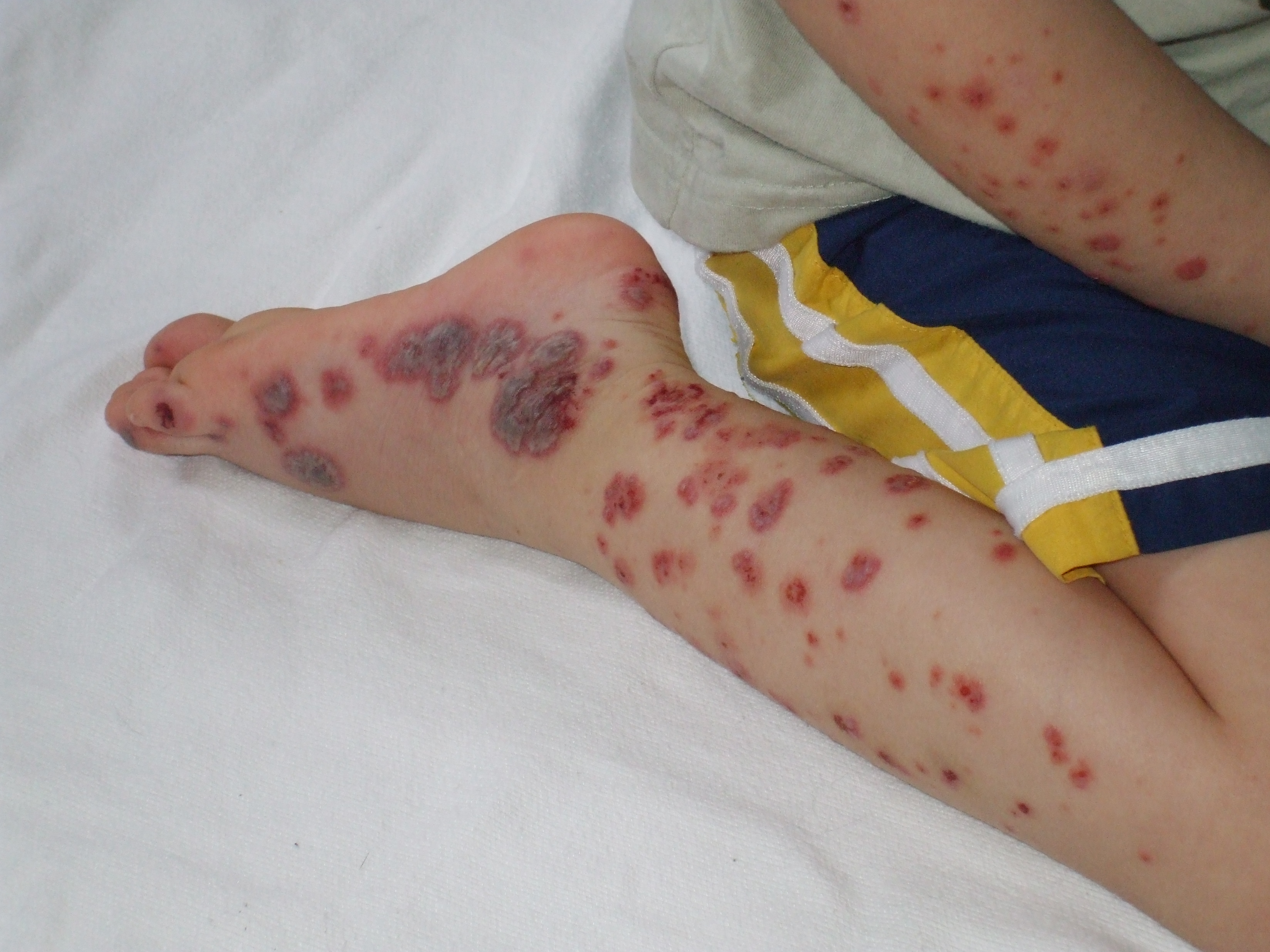
Purpura.

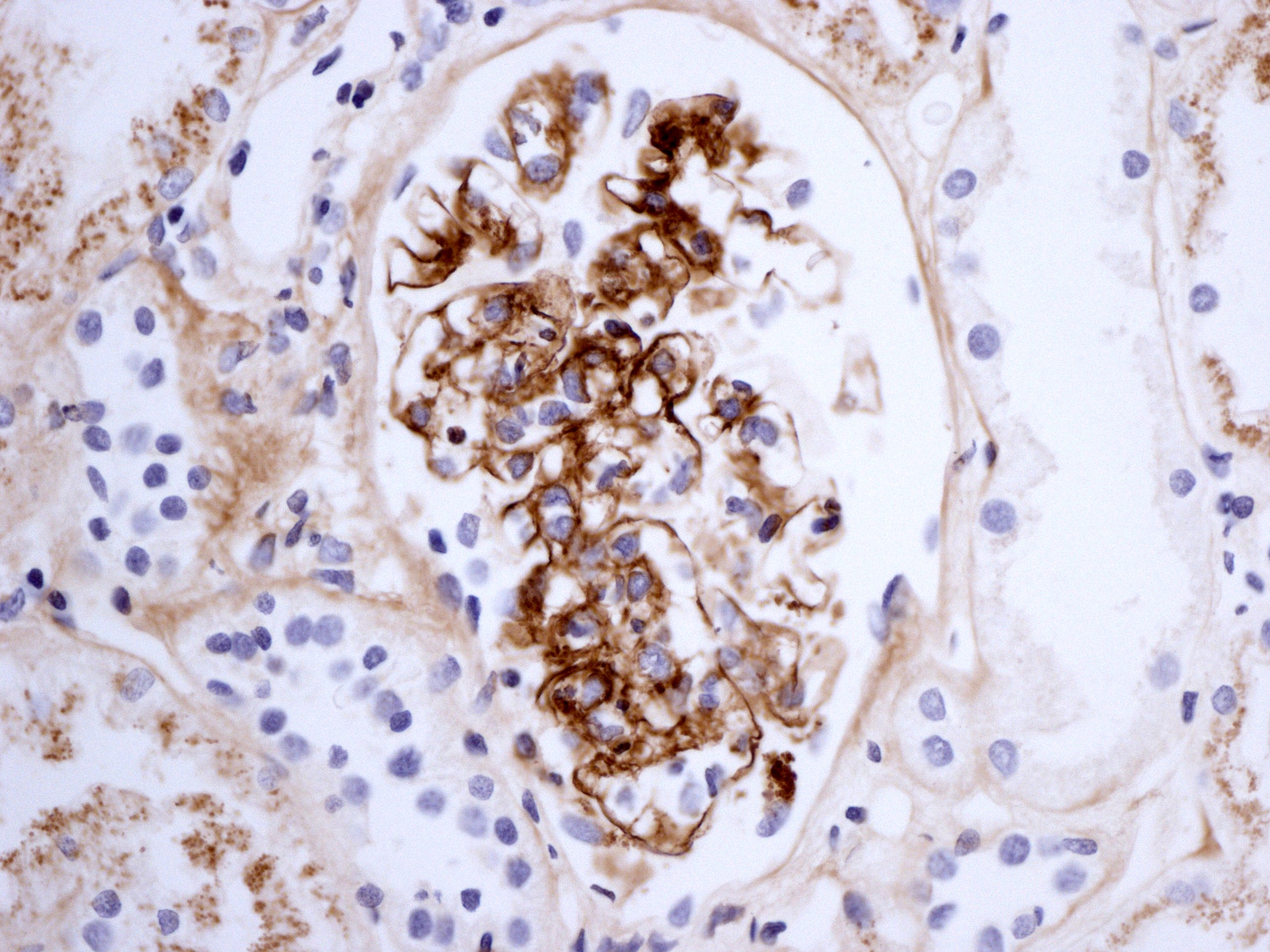
Microscopie (immunohistochimie avec marquage des IgA) chez un patient porteur d'une néphrite due à une maladie de Henoch-Schönlein.

## Terminologie
En 2012, la nomenclature des vascularites a été révisée et le terme officiellement choisi est « vascularite à IgA (Henoch-Schönlein) ». Cette affection est parfois appelée :
- maladie de Schönlein-Henoch ;
- purpura allergique ;
- purpura anaphylactoïde ;
- purpura de Henoch-Schönlein ;
- péliose rhumatismale ;
- syndrome de Schönlein-Henoch ;
- vascularite hémorragique ;
- angéite hémorragique ;
- vasculite hémorragique ;
- purpura rhumatoïde ;
- purpura hémorragique ;
- purpura non thrombocytopénique ;
- purpura non thrombopénique.

## Épidémiologie
Le purpura rhumatoïde concerne essentiellement les enfants de 2 à 15 ans avec un pic de fréquence à 6 ans, bien que la maladie ait été décrite chez l'adulte (avec un taux d'incidence de 1 pour un million et dont elle diffère par la gravité des crises constatées). Il s'agit de la vascularite la plus fréquente chez l'enfant et son incidence atteint 1 pour 10 000 par an. 90 % des cas surviennent chez l'enfant de moins de 10 ans. Les garçons sont beaucoup plus souvent touchés que les filles.
Chez l'adulte on compte entre douze et quinze cas pour un million de personnes.

## Causes et mécanismes
Les causes de la maladie sont mal connues, bien qu'elle semble survenir en réaction à une stimulation antigénique responsable d'une réponse immunitaire anormale : c'est ce qui explique que la maladie débute souvent quelques jours à quelques semaines après une petite infection des voies aériennes, une vaccination, laquelle stimule la réponse immunitaire ,, la consommation de certains aliments, etc. Il existe de rares cas familiaux, parfois associés à la maladie de Berger.
La maladie se caractérise par un dépôt d'immunoglobuline de type A1 dans les parois des vaisseaux et dans le tissu rénal (mésangium).

## Pronostic
Le risque vital est avant tout lié à l’atteinte digestive, lorsque celle-ci se complique de perforation ou d’hémorragie gastro-intestinale non contrôlée. Ces complications, plus fréquentes chez l’enfant, sont néanmoins exceptionnelles. L’atteinte pulmonaire (hémorragie alvéolaire) est très rare mais souvent fatale. Le pronostic à long terme dépend essentiellement de l’évolution de l’atteinte rénale. Alors que le risque d’évolution vers l’insuffisance rénale est faible chez l’enfant, de l’ordre de 5 à 15 % [8–11], il semble beaucoup plus important chez l’adulte. Un tiers des patients adultes ont une insuffisance rénale, le tiers de ces derniers évoluant en quelques années vers une insuffisance rénale terminale pouvant requérir une dialyse, mais ces statistiques datent d'avant l'avènement des traitements immunosuppresseurs.

## Diagnostic
La maladie évolue en 1- à 3 mois, en général en une seule poussée qui cédera par elle-même. Il peut y avoir plusieurs poussées et ce à plusieurs mois d'intervalle. Des signes généraux sont parfois au premier plan : fièvre, altération de l'état général avec perte de poids et anorexie.
Les signes spécifiques de la maladie sont :
- une atteinte cutanée qui est quasiment constante et inaugure le tableau clinique dans plus de deux tiers des cas. Il s’agit le plus souvent d’un purpura vasculaire (figure 1). Il est symétrique, prédomine aux zones de pression, en particulier autour des chevilles et au niveau des fesses mais peut s’étendre à l’ensemble du tégument. La lésion primitive est généralement une pétéchie, elle peut confluer pour former des macules voire des ecchymoses. Chez l’adulte elle se complique de nécrose ou de bulles hémorragiques dans 35 % des cas, qui sont exceptionnelles chez l’enfant. Les lésions régressent progressivement pour disparaître en 15 jours. Certains cas exceptionnels ont tout de même pu être constatés avec des poussées consécutives pendant près de 10 ans[12] !
- des douleurs articulaires des genoux et des chevilles (parfois d'autres grosses articulations : poignets, coudes), présentes dans près de trois quarts des cas ;
- chez l'adulte, de même que chez l'enfant, des douleurs abdominales, présentes dans près de 60 % des cas, peuvent parfois être très violentes, différentes de toutes autres douleurs, provoquant des insomnies liées aux douleurs. On constate un pic de douleurs la nuit, de 2 h à 6 h environ, douleurs non calmées par les antalgiques simples et sensiblement atténuées par la morphine en prise adaptée au malade. Rarement, elles se compliquent d'invagination intestinale aiguë ;
- enfin, une atteinte rénale glomérulaire d'intensité variable dans environ 40 % des cas, caractérisée en général par une protéinurie, une hématurie, en général sans insuffisance rénale aiguë ;
- à noter également dans certains cas, des vomissements, voire des hémorragies digestives par voie haute ou basse nécessitant un traitement complémentaire.

## Examens complémentaires
Le diagnostic de la maladie est purement clinique : les examens complémentaires vont uniquement servir à éliminer un diagnostic différentiel et à préciser la sévérité de l'atteinte rénale :
- L'hémogramme retrouve un taux normal de plaquettes, ce qui permet d'éliminer une cause plaquettaire au purpura (purpura thrombopénique en particulier) ;
- Le bilan rénal comporte l'utilisation d'une bandelette urinaire (qui peut retrouver une protéinurie ou une hématurie), une protéinurie de 24 heures, un ionogramme sanguin avec mesure de la clairance de la créatinine (qui recherche une insuffisance rénale aiguë) ;
- Le bilan d'hémostase est normal.

Il n'existe pas d'anomalie biologique spécifique : on note une augmentation du taux d'immunoglobuline A dans la moitié des cas, plus rarement, une baisse de certaines fractions du système du complément.

## Évolution
Elle est le plus souvent bénigne, la crise durant quelques semaines, mais peut récidiver dans un tiers des cas.
L'évolution vers l'insuffisance rénale chronique reste rare chez les enfants (moins de 1 % des cas) ; mais beaucoup plus chez les adultes (les études ayant un suivi suffisamment prolongé montrent qu'un tiers des malades adultes évolue vers l’insuffisance rénale terminale).

## Traitement
- Repos (seulement à vertu antalgique sur les douleurs du purpura et des articulations)[14].
- La mise sous corticoïdes diminue significativement l'intensité et la durée des douleurs abdominales et articulaires[15]. Ce traitement ne semble cependant pas diminuer le risque d'insuffisance rénale et ne semble pas jouer sur le purpura lui-même ni diminuer le risque de récidive.
- En cas d'atteinte rénale importante, l'utilisation de corticoïdes à plus fortes doses, associés ou non à d'autres médicaments de type immunodépresseurs : azathioprine, cyclophosphamide (ce dernier n'ayant toutefois pas prouvé son efficacité en association aux corticoïdes[16]) ou le mycophénolate mofétil[17]...) pourrait en améliorer le pronostic.
- Il est également préconisé un traitement morphinique avec prise quotidienne associée à une prise à la demande en fonction de la douleur (qui peut être extrême) du patient, cela associé dans certains cas à une corticothérapie intense et de courte durée.

Dans les formes graves, une plasmaphérèse peut être efficace.